# Зааль (Мекленбург-Передня Померанія)
Зааль (нім. Saal) — громада в Німеччині, розташована в землі Мекленбург-Передня Померанія. Входить до складу району Передня Померанія-Рюген. Складова частина об'єднання громад Барт.
Площа — 48,52 км2. Населення становить 1411 ос. (станом на 31 грудня 2020).